# Hemerobius contumax
Hemerobius contumax – górski gatunek sieciarki (Neuroptera) z rodziny życiorkowatych (Hemerobiidae). Jest związany ze środowiskiem lasów iglastych, zasiedla głównie modrzewie (Larix), sosny (Pinus) i świerki (Picea), nie został wykazany poza granicą naturalnego występowania jodły (Abies) i jest uznawany, z uwagi na wysoką stałość występowania, za jeden z gatunków wskaźnikowych dla lasów jodłowych. Występuje na terenie Europy i Anatolii. W Polsce jest gatunkiem rzadko spotykanym, stwierdzonym po raz pierwszy pod koniec XX wieku. Odnotowano jego obecność m.in. w Pienińskim i Świętokrzyskim Parku Narodowym, w Beskidzie Sądeckim i na Wysoczyźnie Łódzkiej.